# Kirna (Märjamaa)
Kirna – wieś w Estonii, prowincji Rapla, w gminie Märjamaa.